# Piramide di Austerlitz

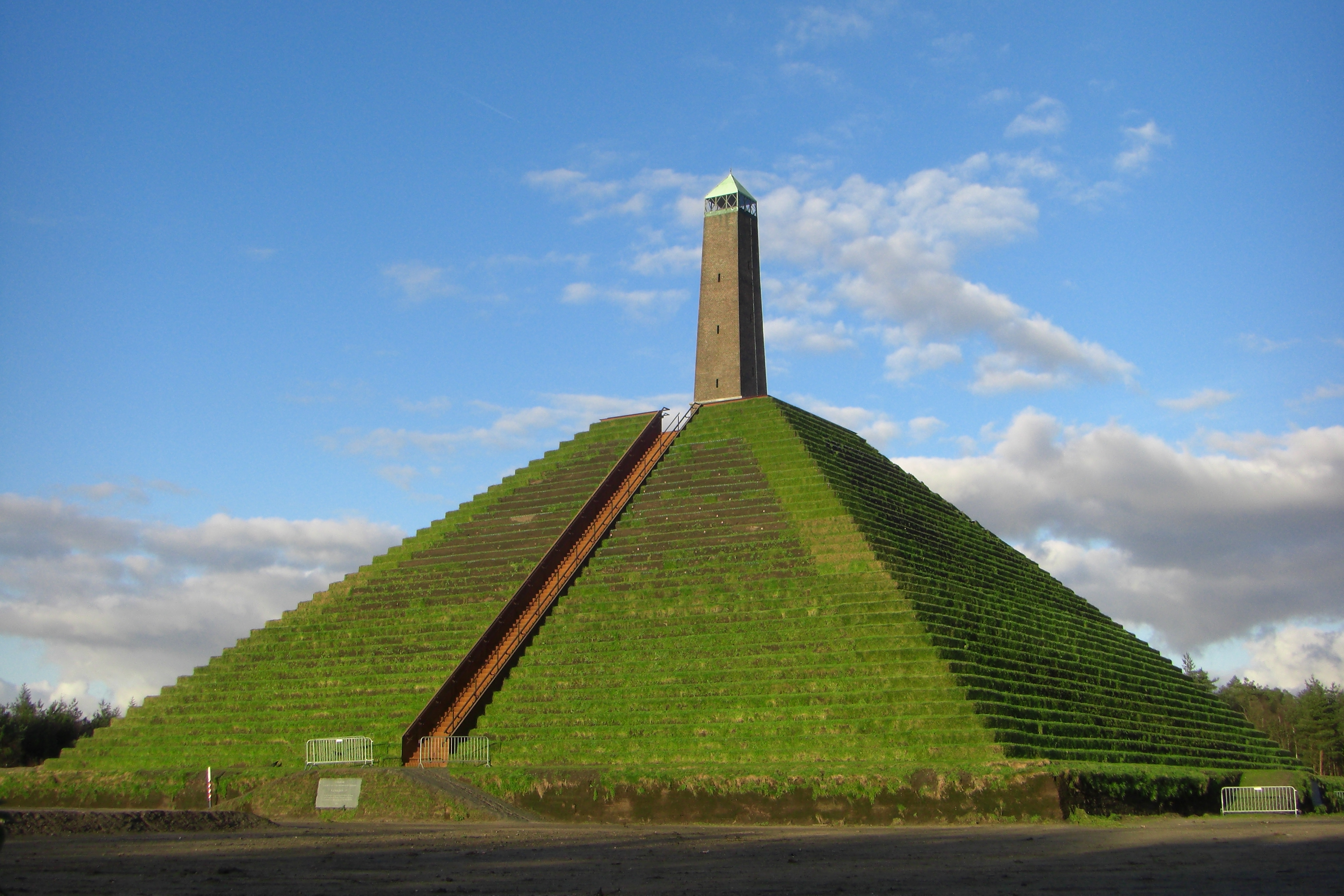
La Piramide di Austerlitz nel 2008

La Piramide di Austerlitz è un memoriale costituito da una collina artificiale a forma di piramide alta trentasei metri, costruita nel 1804 dai soldati di Napoleone Bonaparte su uno dei punti più alti delle colline di Utrecht, nel comune di Woudenberg, nei Paesi Bassi. In cima alla piramide c'è un obelisco di pietra del 1894.
La Piramide è un monumento nazionale, numero monumento 39543.

## Storia

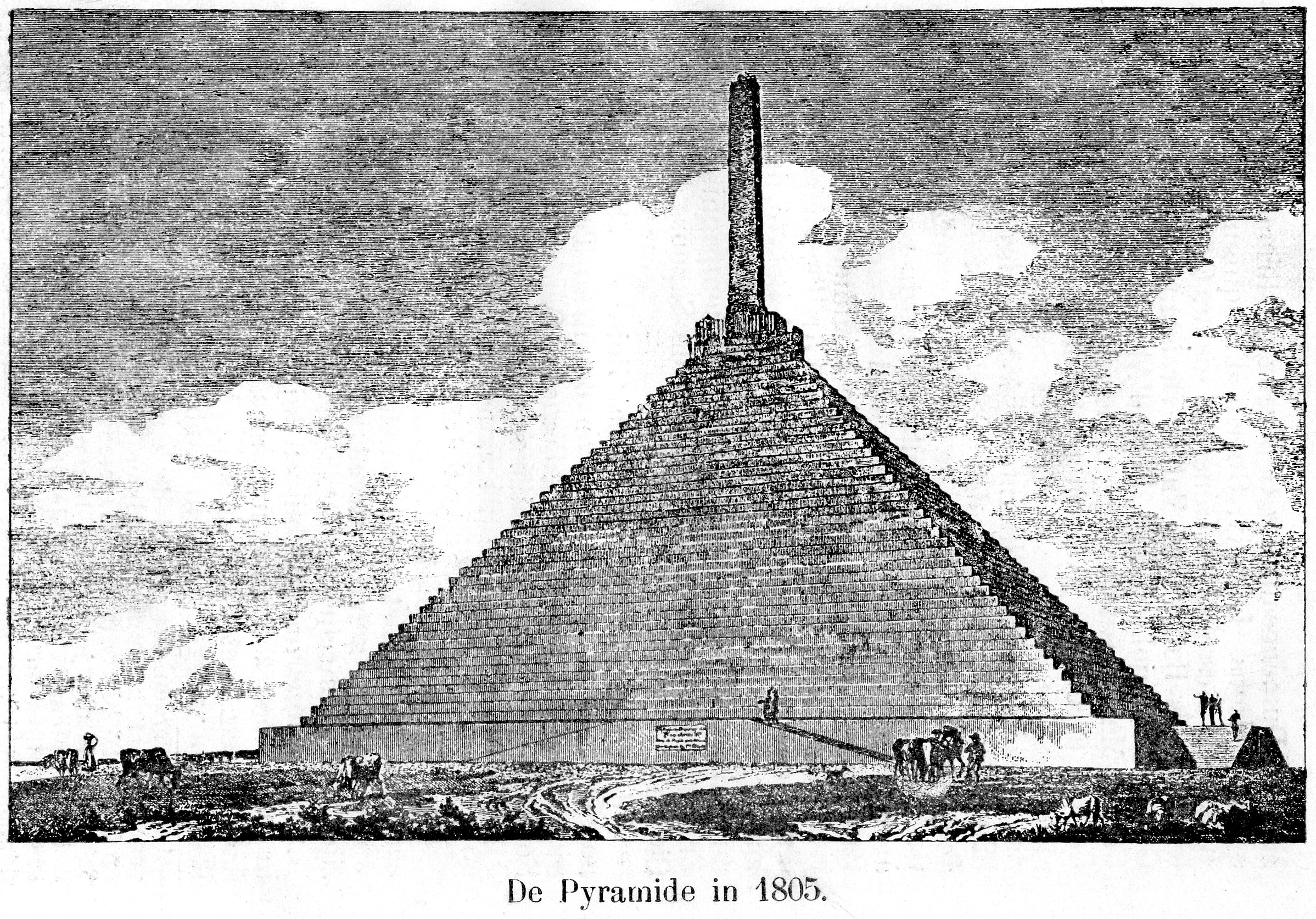
La piramide nel 1805

Otto Howen, La piramide di Austerlitz vicino a Zeist

Nel 1804, il generale francese Auguste Marmont stabilì un campo militare (le Camp d'Utrecht) in questa posizione centrale della Repubblica Batava (gli attuali Paesi Bassi), dove per un periodo di diversi mesi riunì vari battaglioni in un grande e ben organizzato esercito addestrato, in grado di sconfiggere il nemico britannico nel caso in cui si dovesse ripetere l'invasione del 1799. Nell'autunno del 1804, soddisfatto della potenza militare del nuovo esercito e per tenere occupati i suoi soldati annoiati, Marmont fece costruire ai suoi soldati un monumento in terra ed erba ispirato alla Grande Piramide di Giza, che Marmont aveva visto nel 1798 durante la Campagna d'Egitto di Napoleone. Anche la superficie a gradini esposta all'erosione è stata imitata. La costruzione durò 27 giorni. La collina piramidale era alta 36 metri e sormontata da un obelisco di legno di 13 metri. Si chiamava "Mont Marmont" o "Marmontberg".
Nell'estate del 1805, Marmont partì con il suo esercito nel sud della Germania per combattere nella Guerra della Terza Coalizione, che culminò nella battaglia di Austerlitz (ora Slavkov u Brna in Repubblica Ceca), in cui Napoleone sconfisse definitivamente russi e austriaci.
Nel 1806, nonostante le proteste di Marmont, il nuovo re d'Olanda Luigi Bonaparte ribattezzò la collina come Piramide di Austerlitz e diede lo stesso nome alla stazione di posta commerciale nel vicino accampamento di Bois-en-Ville.
Dopo aver lasciato i Paesi Bassi nel 1805, Marmont cedette il monumento e l'uso della vicina fattoria di Henschoten a tre soldati (Louis Faivre, Jean Baptiste La Rouche e Barend Philpsz), che dovevano anche mantenere la piramide. Tuttavia, l'obelisco di legno si deteriorò presto e fu demolito nel 1808. Nel 1816 la piramide di Marmont e il terreno annesso furono venduti al futuro sindaco di Utrecht, Hubert MAJ van Asch van Wijk.
Nel 1894, Johannes Bernardus de Beaufort, proprietario della tenuta Henschoten su cui sorgeva la piramide ed era sindaco di Woudenberg, fece costruire l'attuale obelisco di pietra sulla piramide, ma anche questo cominciò a crollare poco dopo.
La Piramide di Austerlitz fu fonte d'ispirazione per la più grande Collina del leone di Waterloo, collina piramidale costruita dal re Guglielmo I come monumento alla battaglia di Waterloo in cui Napoleone fu sconfitto. Il tumulo segna il punto in cui fu ferito suo figlio Guglielmo II.

## Restauro

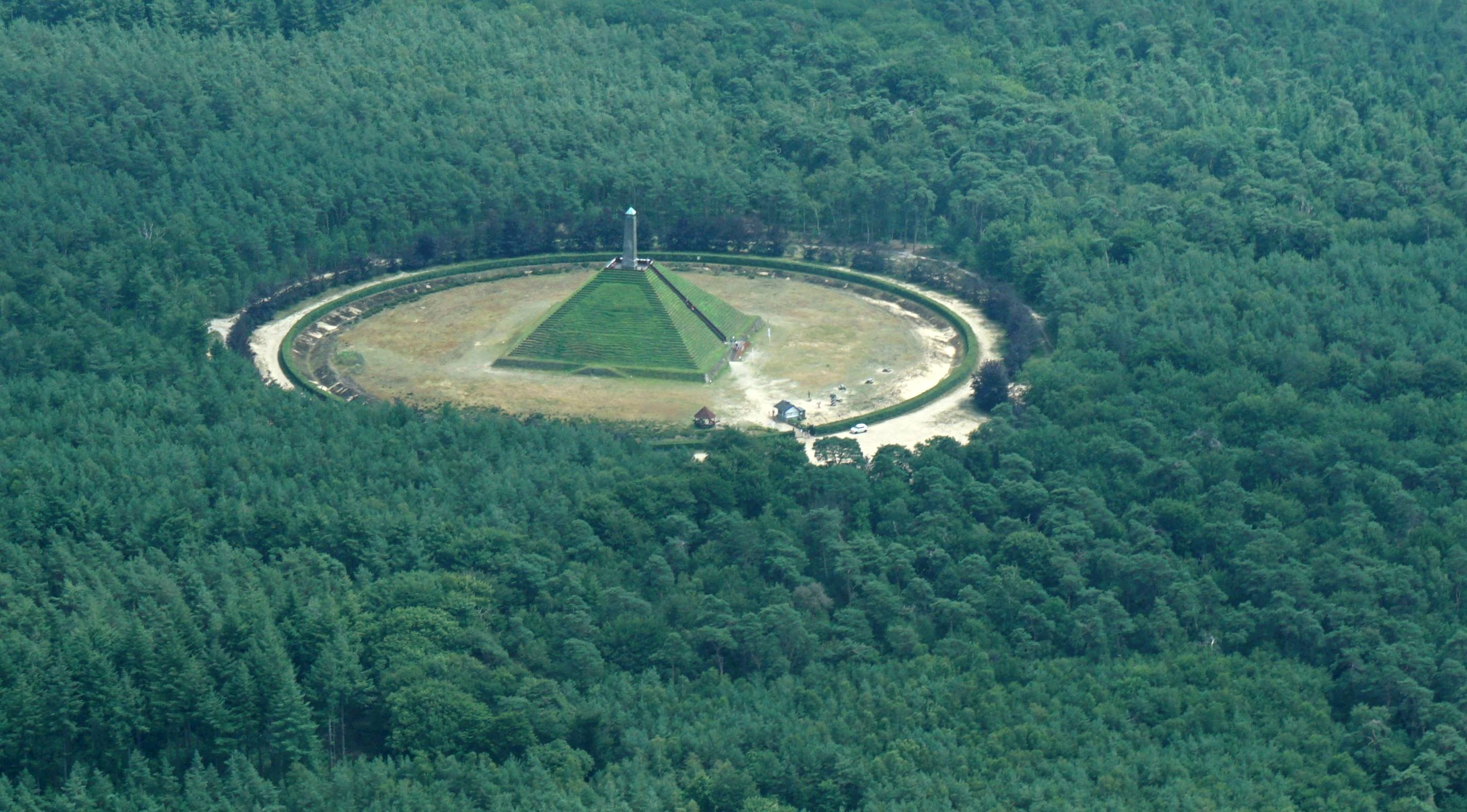
Vista dall'alto

In vista del suo 200º anniversario della costruzione nel 2004, la piramide fatiscente fu restaurata tra il 2001 e il 2004 su iniziativa della provincia di Utrecht, della tenuta di Den Treek-Henschoten e del comune di Woudenberg, che in precedenza aveva istituito la Fondazione Piramide di Austerlitz.
L'estate molto secca del 2003, seguita dalle forti piogge del 2004, causò un ulteriore cedimento; il restauro fu ripreso nel 2007. La piramide fu riaperta ai visitatori nel 2008, insieme ad un nuovo centro visitatori che illustra il periodo del dominio francese nei Paesi Bassi. Ulteriori palificazioni sono state effettuate nel 2010 e nel 2012 per stabilizzare il tumulo.